# Aire urbaine d'Épernay
L'aire urbaine d'Épernay est une aire urbaine française centrée sur l'unité urbaine d'Épernay. Composée de 19 communes de la Marne, elle comptait 36 271 habitants en 2013.

## Composition

### Évolution de la composition
- 1999 : 21 communes, dont 6 dans le pôle urbain
- 2010 : 19 communes, dont 7 dans le pôle urbain
  - Ajout de Corribert et Suizy-le-Franc (+2)
  - Retrait de Chaltrait, Champillon, Cuis et Monthelon (-4)

## Caractéristiques en 1999
D'après la définition qu'en donne l'INSEE, l'aire urbaine d'Épernay est composée de 21 communes, situées dans la Marne. Ses 40 167 habitants font d'elle la 163e aire urbaine de France.
6 communes de l'aire urbaine sont des pôles urbains.
Le tableau suivant détaille la répartition de l'aire urbaine sur le département (les pourcentages s'entendent en proportion du département) :
| Département | Communes | Communes (%) | Superficie (km²) | Superficie (%) | Population (1999) | Population (%) |
| ----------- | -------- | ------------ | ---------------- | -------------- | ----------------- | -------------- |
| Marne       | 21       | 3,4          | 174,40           | 2,1            | 40 167            | 7,1            |